# Biseni
Die Sprache Biseni (Buseni) ist eine von drei kleinen Inland-Ijo-Sprachen der Sprachen Nigerias.
Sie wird von der Volksgruppe der Buseni gesprochen und ermöglicht nicht das Verständnis von anderen Varietäten des Inland-Ijo.
Die Sprache ist vom Aussterben bedroht, da immer mehr Sprecher zum Englischen übergehen, welches die einzige Amtssprache Nigerias ist und als einzige Sprache in den Schulen unterrichtet wird.